# Raghu Raj Bahadur
Raghu Raj Bahadur (Raghu Rádzs Bahadur) (Delhi, 1924. április 30. – Chicago, 1997. július 7.) indiai matematikus, a modern matematikai statisztika nagy alakja.

## Élete
A BSc. fokozatát 1943-ban, az MSc. fokozatát pedig 1945-ben szerezte meg a Delhi Egyetemen. A PhD. rangját 1950-ben kapta meg a Chapell Hilli Észak-Carolina Egyetemen. Életében legtöbbet a Chicagói Egyetemen volt. Számtalan tudományos társaság tagja és címek tulajdonosa volt. Legismertebb felfedezése a Bahadur-hatékonyság

## Külső hivatkozások
- Életrajza

1. 1 2 3  Scientific Legacy Database (angol nyelven). Matematikai Statisztikai Intézet. (Hozzáférés: 2022. december 16.)
2. 1 2  Freebase-adatdump. Google
3. ↑  https://www.nytimes.com/1997/06/13/us/r-r-bahadur-73-created-statistical-concept.html
4. ↑  Guggenheim Fellows database (angol nyelven)